# 惠安镇
惠安乡，是中华人民共和国四川省凉山彝族自治州冕宁县下辖的一个乡镇级行政单位。

## 行政区划
惠安乡下辖以下地区：
沙坝村、坪坝村、迫夫村、勒安村、麦芽村和稗子田村。